# SDE HF
SDE Hockey är en ishockeyförening som bildades genom en sammanslagning av Stocksunds IF, Danderyds SK och Enebybergs IF, alla från Danderyds kommun i Stockholms län. Damlaget spelar i Svenska damhockeyligan (SDHL) och spelar sina hemmamatcher i Enebybergs Ishall. Säsongen 2017/18 slutade laget sist i SDHL men klarade sig kvar i ligan genom att vinna PlayOff till SDHL i matchen mot Skellefteå AIK.
Laget tränas av Peter Elander.